# Fat Guy Stuck In Internet
Fat Guy Stuck in Internet è una serie televisiva statunitense del 2007, creata e sceneggiata da John Gemberling e Curtis Gwinn e diretta da Ryan McFaul.
La serie vede le vicende di un programmatore chiamato Ken Gemberling che dopo essere stato risucchiato accidentalmente all'interno del suo computer, cerca di salvare il cyberspazio da una grande varietà di nemici.
La serie è stata trasmessa per la prima volta negli Stati Uniti su Adult Swim il 14 maggio 2007 con l'episodio pilota, continuando poi dal 1º aprile al 17 agosto 2008, per un totale di 10 episodi ripartiti su una stagione.

## Trama
Un programmatore di computer chiamato Ken Gemberling è il migliore nel suo campo per la Ynapmoclive Interactive. Dopo aver gettato accidentalmente della birra sulla tastiera del computer, Gemberling viene inspiegabilmente risucchiato nel suo computer, atterrando negli angoli più remoti di Internet dove scopre presto di essere in realtà "Il Prescelto", profetizzato per salvare il cyberspazio da un virus devastante noto come "Nanoplague". Insieme ad un paio di "programmi" umanoidi chiamati Bit e Byte, Gemberling intraprende un'avventura nel tentativo di salvare Internet nel cyberspazio mentre scampa alle grinfie dello spietato cacciatore di taglie Chains.

## Episodi
| Stagione       | Episodi | Prima TV USA | Prima TV Italia |
| -------------- | ------- | ------------ | --------------- |
| Prima stagione | 10      | 2007-2008    | inedita         |

## Personaggi e doppiatore

### Personaggi principali
- Ken Gemberling, interpretato da John Gemberling.
- Chains, interpretata da Curtis Gwinn.
- Byte, interpretata da Liz Cackowski e Katie Dippold.
- Bit, interpretata da Neil Casey.

### Personaggi ricorrenti
- Amministratore delegato, interpretato da John Gemberling.
- Scagnozzo schiavizzato, interpretato da Andy Rocco.

## Produzione

### Ideazione e sviluppo
La serie ha le sue origini in una webserie del 2005 creata dagli alunni della Upright Citizens Brigade, John Gemberling e Curtis Gwinn, noti per il loro duo comico The Cowboy & John. Inizialmente intitolata Gemberling, la serie ha utilizzato la stessa storyline e i punti più importanti della webserie con gran parte dello stesso cast, nonostante lavorassero con un budget notevolmente inferiore. Trasmessa in episodi di cinque minuti come parte di Channel 102, Gemberling è diventata la serie originale più longeva del live streaming, contando di otto episodi e un finale di 17 minuti. I cortometraggi sono stati trasmessi anche come parte di Munchies di Fuse.
Nel gennaio 2007, Cartoon Network ha annunciato di aver incaricato Gemberling e Gwinn di creare una serie basata su Gemberling come parte del loro blocco di programmazione Adult Swim. La rete ha preso in seguito la decisione di rinominare la serie in Fat Guy Stuck in Internet, un titolo a cui entrambi i creatori non piaceva. L'intera serie è stata filmata e prodotta all'interno di un magazzino di Bushwick, a Brooklyn. Il 30 maggio 2008, Gemberling e Gwinn hanno presentato in anteprima la serie durante un evento dal vivo al teatro Upright Citizens Brigade di New York.
Fat Guy Stuck in Internet utilizza un mix di effetti con green screen, set, miniature, matte painting e animazioni al computer per creare l'ambiente cyberspazio della serie; nonostante ciò presenta oggetti di scena intenzionalmente a basso budget ed effetti speciali provenienti dalla webserie. La serie parodia principalmente il film Tron, da cui trae diversi elementi visivi a cui si sono ispirati i creatori. Gemberling e Gwinn hanno fatto notare le ulteriori parodie e influenze stilistiche a diverse saghe cinematografiche come Matrix, Guerre Stellari, Il Signore degli Anelli e alle opere di Stephen King come La Torre Nera.